# Noční práce
Noční práce je práce konaná v noci. Český zákoník práce ji ve svém § 78 odst. 1 písm. j) normuje jako práci v noční době, tedy mezi 22. hodinou večerní a 6. hodinou ranní.
Zaměstnavatel je pak podle § 94 zákoníku práce povinen zajistit během noční práce přiměřené sociální zajištění, zejména možnost občerstvení, a pracoviště vybavit prostředky pro poskytnutí první pomoci. Zaměstnanec pak musí být před zařazením na noční práci a poté nejméně jednou ročně zdarma lékařsky vyšetřen, stejně tak kdykoli, pokud o to požádá. Délka jeho směny by neměla překročit 8 hodin v rámci po sobě jdoucích 24 hodin.